# حمله ۲۰۱۹ پولواما
حمله ۲۰۱۹ پولواما یک حمله انتحاری بود علیه وسیله نقلیه نیروهای پلیس هند در تاریخ ۱۴ فوریه ۲۰۱۹ در لتاپرا در بخش پولواما در جامو و کشمیر هند رخ داد و منجر به کشته شدن ۴۶ نیروهای پلیس و شخص حمله کننده شد. مسئولیت حمله را جیش محمد مستقر در پاکستان برعهده گرفت.